# Voile aux Jeux méditerranéens de 2013
Navigation
Édition précédente Édition suivante
Les épreuves de voile des Jeux méditerranéens de 2013 ont lieu à Mersin, en Turquie, du 21 au 27 juin 2013.
Quatre épreuves sont disputées : le laser hommes, le 470 hommes, le laser femmes et le 470 femmes.

## Résultats

### Hommes
| Épreuves | Or                        | Argent                                     | Bronze                               |
| Laser    | Tonci Stipanovic          | Jean Baptiste Bernaz                       | Jesus Rogel                          |
| 470      | Sime Fantela Igor Marenic | Panayiótis Mántis Pavlos Serafeim Kagialis | Francesco Falcetelli Enrico Clementi |

### Femmes
| Épreuves | Or                               | Argent                           | Bronze                           |
| Laser    | Tina Melic                       | Alicia Cebrian Martinez De Lagos | Nazli Cagla Donertas             |
| 470      | Camille Lecointre Mathilde Géron | Enia Nincevic Romana Zupan       | Francesca Komatar Sveva Carrarol |

## Tableau des médailles
| Rang  | Nation  | Or | Argent | Bronze | Total |
| ----- | ------- | -- | ------ | ------ | ----- |
| 1     | Croatie | 3  | 1      | 0      | 4     |
| 2     | France  | 1  | 1      | 0      | 2     |
| 3     | Espagne | 0  | 1      | 1      | 2     |
| 4     | Grèce   | 0  | 1      | 0      | 1     |
| 5     | Italie  | 0  | 0      | 2      | 2     |
| 6     | Turquie | 0  | 0      | 1      | 1     |
| Total | Total   | 4  | 4      | 4      | 12    |

## Sources
- (fr) Sports.info : « Voile - Jeux Méditerranéens 2013 – Résultats Femmes»
- (fr) Sports.info : « Voile - Jeux Méditerranéens 2013 – Résultats Hommes»